# Division d'Honneur 1905-06
La Primera División de Bélgica 1905/06 fue la 11.ª temporada de la máxima competición futbolística en Bélgica.

## Tabla de posiciones
| Pos | Equipo                    | PJ | PG | PE | PP | GF | GC | Pts | DG  | Notas                                |
| --- | ------------------------- | -- | -- | -- | -- | -- | -- | --- | --- | ------------------------------------ |
| 1   | Union Saint-Gilloise      | 18 | 15 | 3  | 0  | 75 | 12 | 33  | +63 |                                      |
| 2   | F.C. Brugeois             | 18 | 12 | 5  | 1  | 59 | 25 | 29  | +34 |                                      |
| 3   | Racing Club de Bruxelles  | 18 | 10 | 4  | 4  | 57 | 20 | 24  | +37 |                                      |
| 4   | C.S. Verviétois           | 18 | 7  | 3  | 8  | 32 | 41 | 17  | -9  |                                      |
| 5   | Daring Club de Bruxelles  | 18 | 6  | 5  | 7  | 32 | 44 | 17  | -12 |                                      |
| 6   | Léopold Club de Bruxelles | 18 | 7  | 2  | 9  | 38 | 52 | 16  | -14 |                                      |
| 7   | Antwerp F.C.              | 18 | 7  | 0  | 11 | 30 | 58 | 14  | -28 |                                      |
| 8   | C.S. Brugeois             | 18 | 4  | 4  | 10 | 30 | 45 | 12  | -15 |                                      |
| 9   | F.C. Liégeois             | 18 | 4  | 2  | 12 | 23 | 65 | 10  | -42 |                                      |
| 10  | Beerschot                 | 18 | 2  | 4  | 12 | 34 | 48 | 8   | -14 | Descenso a la División de Promoción. |

PJ = Partidos jugados; PG = Partidos ganados; PE = Partidos empatados; PP = Partidos perdidos; GF = Goles a favor; GC = Goles en contra; Pts = Puntos; DG = Diferencia de goles